# Barn (album)
Barn je studiové album kanadského hudebníka Neila Younga, nahrané za doprovodu skupiny Crazy Horse. Vyšlo v prosinci 2021 ve vydavatelství Reprise Records a produkovalo jej duo The Volume Dealers, tedy Neil Young a Niko Bolas. Nahráno bylo ve zrekonstruované stodole z 19. století ve Skalnatých horách v Coloradu (odtud název barn, stodola). Youngova manželka Darryl Hannah o vzniku alba natočila stejnojmenný dokumentární film. Vydání alba bylo oznámeno v říjnu 2021, kdy byl rovněž zveřejněn první singl, píseň „Song of the Seasons“. Nedlouho poté byla vydána další píseň, „Heading West“. V hitparádě Billboard 200 se album umístilo na 66. příčce.

## Seznam skladeb
Autorem všech skladeb je Neil Young.
| Pořadí         | Název                    | Délka |
| -------------- | ------------------------ | ----- |
| 1.             | Song of the Seasons      | 6:04  |
| 2.             | Heading West             | 3:23  |
| 3.             | Change Ain't Never Gonna | 2:53  |
| 4.             | Canerican                | 3:12  |
| 5.             | Shape of You             | 2:55  |
| 6.             | They Might Be Lost       | 4:32  |
| 7.             | Human Race               | 4:14  |
| 8.             | Tumblin' Thru the Years  | 3:20  |
| 9.             | Welcome Back             | 8:28  |
| 10.            | Don't Forget Love        | 3:48  |
| Celková délka: | Celková délka:           | 42:47 |

## Obsazení
- Neil Young – zpěv, kytara, klavír, harmonika
- Nils Lofgren – kytara, klavír, akordeon, zpěv
- Billy Talbot – baskytara, zpěv
- Ralph Molina – bicí, zpěv